# 細野晴希
細野 晴希（ほその はるき、2002年2月26日 - ）は、東京都八王子市出身のプロ野球選手（投手）。左投左打。北海道日本ハムファイターズ所属。

## 経歴

### プロ入り前
八王子市立加住小学校で2年生の時に交友ビクトリーズで野球を始め、東海大学菅生高等学校中等部では3年夏に都大会でベスト4に進出した。
東亜学園高等学校に進学し、1年時からベンチ入り。U17の東京都選抜に選出された。高校時代は甲子園大会への出場はなく、3年夏は東東京大会の初戦で東京実業に敗れた。
高校卒業後は東洋大学へ進学。ウエイトトレーニングに励み、高校時代に140km/hだった最速を、1年秋の時点で148km/hまで伸ばした。チームは2年春のリーグ戦で6位に終わり、日本大学との入れ替え戦に敗れて2部リーグへ降格した。3年春の2部リーグ戦でチームは優勝し、中央大学との入れ替え戦第1戦に登板して自己最速の155km/hを計測。1勝1敗で迎えた最終戦にも登板し、7回無失点と好投したが、チームはサヨナラ負けを喫し1部昇格を逃した。4年春の2部リーグ戦では5勝、防御率0.82の好成績で投手4冠を達成し、優勝に貢献。チームは駒澤大学との入れ替え戦に勝利し、5季ぶりとなる1部昇格を果たした。また、2023年7月に開催された日米大学野球選手権大会の日本代表に選出された。8月28日に行われた高校日本代表との壮行試合に登板し、アマチュア球界の左腕最速を更新する158km/hを計測した。9月19日にプロ志望届を提出した。
2023年10月26日に開催されたドラフト会議にて北海道日本ハムファイターズと千葉ロッテマリーンズから外れ外れ1位指名を受け、抽選の結果日本ハムが交渉権を獲得した。11月17日に契約金1億円プラス出来高、年俸1300万円（どちらも推定）で仮契約を結んだ。背番号は29。大学同期の石上泰輝も横浜DeNAベイスターズから4位指名を受けた。

### 日本ハム時代
2024年、左肩の違和感も考慮され、1月の新人合同自主トレからスロー調整を行っており、4月20日にオイシックス新潟アルビレックス・ベースボール・クラブとの二軍戦で初登板・初先発を果たした。6月18日の阪神タイガース戦（甲子園）で一軍初登板・初先発し、4回1/3を2安打1失点6奪三振で勝敗はつかなかった。7月20日開催のフレッシュオールスターゲームに選出されたが、7月18日に「左肩上腕二頭筋長頭腱炎、左肩甲帯機能不全」を理由に出場を辞退した。

## 選手としての特徴
力感のない投球フォームから投げ込む最速158km/hのストレートが武器。牽制やフィールディングも定評がある。変化球はスライダー・カットボール・カーブ・スプリット・チェンジアップ・ツーシーム。制球力に課題を抱えている。

## 詳細情報

### 年度別投手成績
| 年 度     | 球 団     | 登 板 | 先 発 | 完 投 | 完 封 | 無 四 球 | 勝 利 | 敗 戦 | セ 丨 ブ | ホ 丨 ル ド | 勝 率 | 打 者 | 投 球 回 | 被 安 打 | 被 本 塁 打 | 与 四 球 | 敬 遠 | 与 死 球 | 奪 三 振 | 暴 投 | ボ 丨 ク | 失 点 | 自 責 点 | 防 御 率 | W H I P |
| --------- | --------- | ----- | ----- | ----- | ----- | -------- | ----- | ----- | -------- | ----------- | ----- | ----- | -------- | -------- | ----------- | -------- | ----- | -------- | -------- | ----- | -------- | ----- | -------- | -------- | ------- |
| 2024      | 日本ハム  | 2     | 2     | 0     | 0     | 0        | 0     | 0     | 0        | 0           | 0.00  | 39    | 9.1      | 8        | 1           | 4        | 0     | 0        | 9        | 1     | 0        | 4     | 4        | 3.86     | 0.98    |
| 通算：1年 | 通算：1年 | 2     | 2     | 0     | 0     | 0        | 0     | 0     | 0        | 0           | 0.00  | 39    | 9.1      | 8        | 1           | 4        | 0     | 0        | 9        | 1     | 0        | 4     | 4        | 3.86     | 0.98    |

- 2024年度シーズン終了時

### 年度別守備成績
| 年 度 | 球 団    | 投手  | 投手  | 投手  | 投手  | 投手  | 投手     |
| 年 度 | 球 団    | 試 合 | 刺 殺 | 補 殺 | 失 策 | 併 殺 | 守 備 率 |
| ----- | -------- | ----- | ----- | ----- | ----- | ----- | -------- |
| 2024  | 日本ハム | 2     | 0     | 2     | 0     | 0     | 1.00     |
| 通算  | 通算     | 2     | 0     | 2     | 0     | 0     | 1.00     |

- 2024年度シーズン終了時

### 記録

#### 初記録
投手記録
- 初登板・初先発登板：2024年6月18日、対阪神タイガース3回戦（阪神甲子園球場）、4回1/3を1失点で勝敗つかず[27]
- 初奪三振：同上、1回裏に渡邉諒から空振り三振[27]
- 初勝利・初先発勝利：2025年6月14日、対広島東洋カープ2回戦（エスコンフィールドHOKKAIDO）、6回無失点[28]

打撃記録
- 初打席：2024年6月18日、対阪神タイガース3回戦（阪神甲子園球場）、3回表に村上頌樹から空振り三振

### 背番号
- 29（2024年[16] - ）

### 代表歴
- 2023年 第44回日米大学野球選手権大会 日本代表